# Calero (wyspa)
Calero – wyspa, położona w ujściu rzeki San Juan, największa wyspa na tej rzece, administracyjnie należy do kostarykańskiej prowincji Limón. Terytorium sporne pomiędzy Kostaryką a Nikaraguą.

## Spór terytorialny o Calero

### Tło historyczne
Spór graniczny pomiędzy Kostaryką a Nikaraguą sięga początków XIX wieku i utworzenia krótkotrwałego państwa − Zjednoczonych Prowincji Ameryki Środkowej. W początkowej fazie istnienia Zjednoczonych Prowincji Kostaryka przyłączyła do swojego terytorium obszary prowincji Nicoya i Guanacaste, należące wcześniej do Nikaragui. Po rozpadzie Zjednoczonych Prowincji zaanektowane przez Kostarykę tereny nie powróciły do Nikaragui, która straciła ok. 13 tys. km² powierzchni.
W 1858 roku oba państwa podpisały układ Jerez-Cañas, w którym rzeka San Juan została uznana za stałą granicę pomiędzy obydwoma państwami a wyspę Calero przyznano Kostaryce. Punkt szósty układu stanowił, że północna część rzeki zostaje w całości przyznana na wyłączną własność Nikaragui, ale Kostaryka otrzymała prawo do bezpłatnego i nieograniczonego korzystania z rzeki, a punkt ósmy precyzował, że rząd Nikaragui nie może przystąpić do żadnych rokowań z rządem innego państwa na temat budowy kanału przez rzekę San Juan. W 1871 roku strony powróciły do negocjacji, a w 1888 roku występujący w roli arbitra prezydent Stanów Zjednoczonych Grover Cleveland potwierdził ważność oryginalnego układu Jerez-Cañas, podkreślając przy tym, że Kostaryka może używać rzeki wyłącznie do celów gospodarczych, a nie do transportu broni. W okresie XX wieku nie doszło do eskalacji konfliktu dotyczącego rzeki czy wyspy Calero, ale w 1998 roku ówczesny prezydent Nikaragui Arnoldo Alemán powołując się na arbitraż Clevelanda zabronił kostarykańskim policjantom noszenia broni w czasie patroli rzecznych.
Międzynarodowy Trybunał Sprawiedliwości kilkukrotnie wypowiadał się na temat sporu terytorialnego pomiędzy Kostaryką a Nikaraguą, potwierdzając między innymi prawo Kostaryki do korzystania z San Juan oraz potwierdzając prawa Nikaragui do regulacji ruchu rzecznego.

### Konflikt w 2010

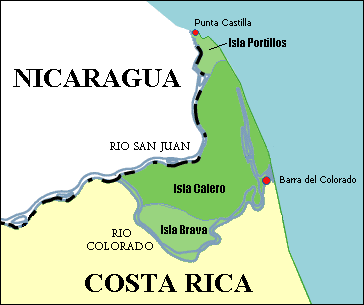
Calero z otoczeniem

Według oficjalnych map, tworzonych przez instytuty kartograficzne obu krajów, a także serwisów internetowych, takich jak Bing Maps, wyspa należy do Kostaryki, ale Google Maps na skutek nieznanego błędu oprogramowania pokazuje ją po stronie nikaraguańskiej.
Według doniesień agencyjnych, korzystający z map Google, Edén Pastora wydał 28 października rozkaz inwazji na Calero. Wyspa została opanowana przez 50 żołnierzy nikaraguańskich bez oporu ze strony Kostaryki, której armia została rozwiązana w grudniu 1948 (kraj ten nie posiada stałej armii).
Prezydent Kostaryki Laura Chinchilla potwierdziła, że na terenie Kostaryki przebywają żołnierze Nikaragui, Kostaryka wzmocniła obecność policji w spornym rejonie.
Organizacja Państw Amerykańskich w oświadczeniu z 13 listopada 2010 wezwała Nikaraguę do wycofania wojska ze spornego rejonu (22 głosy za, 2 przeciw, 3 nieobecne), ale rezolucja została odrzucona przez Nikaraguę, która nadal okupuje wyspę.
Po nieudanej mediacji OPA Kostaryka oddała sprawę pod ocenę ONZ. 8 marca 2011 Międzynarodowy Trybunał Sprawiedliwości nakazał Nikaragui wycofanie oddziałów wojskowych ze spornego terenu i obu krajom zalecił powstrzymanie się od wysyłania na wyspę sił porządkowych. MTS zezwolił też Kostaryce na wysłanie cywilnego personelu w celu zapewnienia ochrony środowiska.